# Mikronesien (område)
Denne artikel er om området i Stillehavet, der kaldes Mikronesien. For landet Mikronesien henvises der til artiklen om Mikronesiens Forenede Stater.
Mikronesien (fra græsk, mikro = lille og nesos = ø) er navnet på et område i Stillehavet. Filippinerne ligger mod vest, Indonesien mod sydøst, Papua Ny Guinea og Melanesien mod syd og Polynesien mod sydøst og øst.

## Geografi
Dette område i Oceanien består af hundredvis af små øer i den vestlige del af Stillehavet.
Området deles op i syv territorier:
- Mikronesiens Forenede Stater
- Marshalløerne
- Palau
- Nordmarianerne
- Nauru
- Kiribati
- Guam

## Ekstern henvisning
- Kort over Mikronesien Arkiveret 12. december 2006 hos  Wayback Machine

12°N 152°Ø / 12°N 152°Ø